# Hashtag (série)
#Hashtag é uma série portuguesa da Academia RTP transmitida pela RTP2 em Dezembro de 2015.

## Sinopse
Quatro quartos, quatro adolescentes, quatro corações e uma câmara. A adolescência explicada e comentada por quem sabe, pelos próprios #teenagers. É como uma irmã mais velha, fast food gourmet, hormonas mutantes e, acima de tudo, a Internet.

## Episódios
1. #LIKES
2. #KnowYourself
3. #FirstWorldProblems
4. #Games4Life
5. #420
6. #SeTeFazFeliz
7. #BffsAndBromance
8. #PrimeiraVez